# Amjet Executive
Efficiency in Privacy
Amjet Executive SA est un opérateur d'aviation d'affaires basé à Athènes appuyé par son département de courtage aérien à Genève. Comme tout opérateur européen, la compagnie créée en 2009 est sous couvert de l'Agence européenne de la sécurité aérienne EASA et offre une gamme de prestations dédiés aux propriétaires de jets privés, aux courtiers et aux passagers.

## Historique
Décembre 2009 : Installation des opérations et de ces locaux en Grèce idéalement situés entre Europe, Afrique et Middle East.
Février 2010 : Amjet Executive SA obtient son AOC (AOC ou CTA) pour son 1er appareil, un G200 de Gulfstream Aerospace. 
Ensuite la compagnie intègre davantage d'appareils de la gamme Falcon de chez Dassault Aviation qui confèrent à la flotte une spécificité très exclusive(F50, F2000, F900 et F7X), jusqu'à des appareils plus spécifique comme l'unique Boeing MD83 conçu d'origine en version VVIP dont la principale vocation est d'assister les délégations dans leurs voyages notamment ou bien permettre à des groupes de renommée internationale d'organiser leur tournée comme il y a quelque temps pour le groupe U2.
Mai 2011 : Amjet Executive Services SA est créée à Genève. Il s'agit d'un bureau de courtage aérien niché au cœur d'un des principaux hub de l'aviation d'Affaires.
Février 2012 : Amjet Executive SA lance un important projet de reconfiguration de l'unique Boeing MD-83 de la série McDonnell Douglas MD-80 disponible en configuration VIP sur le marché du charter. Au bout d'un an de travaux, SX IFA renait avec une cabine complètement réaménagée. L'occasion pour la compagnie de présenter l'appareil lors de la 13e édition du salon Européen de l'aviation d'affaire à Genève.
Mai 2013 : La compagnie prend livraison d'un second Dassault Falcon 7X. Équipé d'un cockpit EASy II. Il s'agit par ailleurs du premier jet privé équipé d'un équipement Wi-Fi et GSM à bord.
Mars 2015 : 3 Dassault Falcon 7X sont engagés pour chasser l'éclipse solaire du 20 mars 2015. À près de 49 000 pieds d'altitude un reportage relate l'événement. Les appareils se positionnement sur l'axe de la trajectoire et se font doubler à 3 000 km/h par le cône d'ombre.

## Activité
L'étendue des services proposés par la compagnie est dédiée à la fois aux courtiers, passagers utilisateurs de jets privés et de propriétaires.
- Gestion d'appareils : Pour le compte de propriétaires la compagnie offre une gamme de services allant de l'administration, la management, la préservation du capital
- Maintenance : La compagnie assure elle-même le suivi de sa maintenance en étant certifié à la fois Part 145 et CAMO
- Ventes et acquisitions : Amjet Executive SA intervient pour le compte des propriétaires ou ceux en phase de le devenir dans leur vente ou acquisition de Jets
- Courtage aérien : Depuis Genève, la compagnie commercialise et affrète une étendue d'appareils.